# Santiago Vera
Santiago Ezequiel Vera (Isidro Casanova, Argentina; 12 de diciembre de 1998) es un futbolista argentino. Juega como delantero y su club actual es el Club Almirante Brown de la Primera Nacional, a préstamo desde el Olimpia.

## Trayectoria

### River Plate
Llegó en el 2015 desde Almirante Brown. Su debut oficial se produjo el 17 de septiembre de 2017 frente a San Martín de San Juan por un partido del Campeonato de Primera División 2017-18. Ingresó a los 26 minutos del segundo tiempo en lugar de Carlos Auzqui.

### Olimpia
El 31 de julio de 2019 rescinde contrato con River y se va a Olimpia.

### San Lorenzo
El 7 de enero de 2020 se iría de préstamo al San Lorenzo de Paraguay, donde jugaría 12 partidos y 1 gol.

### Almirante Brown
Ya terminado el mes de enero, se confirmó su regreso a Almirante Brown, club que lo vio nacer y que recientemente ascendió a la Primera Nacional. Santiago Vera fue la revelación del torneo, donde en 21 partidos logró 8 goles y 4 asistencias ayudando a su club a pelear por el ascenso a primera división, aunque caería insólitamente en las semifinales del Torneo Reducido ante Barracas Central.

## Estadísticas
Actualizado al último partido disputado el 29 de julio de 2023.
| Club | Div.                | Temporada           | Liga  | Liga  | Liga   | Copas Nacionales(1) | Copas Nacionales(1) | Copas Nacionales(1) | Torneos Internacionales(2) | Torneos Internacionales(2) | Torneos Internacionales(2) | Total | Total | Total  |
| Club | Div.                | Temporada           | Part. | Goles | Asist. | Part.               | Goles               | Asist.              | Part.                      | Goles                      | Asist.                     | Part. | Goles | Asist. |
| --- | ------------------- | ------------------- | ----- | ----- | ------ | ------------------- | ------------------- | ------------------- | -------------------------- | -------------------------- | -------------------------- | ----- | ----- | ------ |
| River Plate Argentina | 1.ª                 | 2017-18             | 1     | 0     | 0      | 0                   | 0                   | 0                   | —                          | —                          | —                          | 1     | 0     | 0      |
| River Plate Argentina | 1.ª                 | 2018-19             | 1     | 0     | 0      | 0                   | 0                   | 0                   | —                          | —                          | —                          | 1     | 0     | 0      |
| River Plate Argentina | Total club          | Total club          | 2     | 0     | 0      | 0                   | 0                   | 0                   | 0                          | 0                          | 0                          | 2     | 0     | 0      |
| Olimpia Paraguay | 1.ª                 | 2019                | 5     | 0     | 0      | —                   | —                   | —                   | 0                          | 0                          | 0                          | 5     | 0     | 0      |
| Olimpia Paraguay | 1.ª                 | 2022                | 14    | 0     | 2      | —                   | —                   | —                   | 3                          | 0                          | 0                          | 17    | 0     | 2      |
| Olimpia Paraguay | Total club          | Total club          | 19    | 0     | 2      | 0                   | 0                   | 0                   | 3                          | 0                          | 0                          | 22    | 0     | 2      |
| San Lorenzo Paraguay | 1.ª                 | Apertura 2020       | 8     | 1     | 1      | —                   | —                   | —                   | —                          | —                          | —                          | 8     | 1     | 1      |
| San Lorenzo Paraguay | 1.ª                 | Clausura 2020       | 4     | 0     | 0      | —                   | —                   | —                   | —                          | —                          | —                          | 4     | 0     | 0      |
| San Lorenzo Paraguay | Total club          | Total club          | 12    | 1     | 1      | 0                   | 0                   | 0                   | 0                          | 0                          | 0                          | 12    | 1     | 1      |
| Almirante Brown Argentina | 2.ª                 | 2021                | 34    | 10    | 5      | 1                   | 1                   | 0                   | —                          | —                          | —                          | 35    | 11    | 5      |
| Almirante Brown Argentina | 2.ª                 | 2023                | 6     | 2     | 1      | 0                   | 0                   | 0                   | —                          | —                          | —                          | 41    | 2     | 1      |
| Almirante Brown Argentina | Total club          | Total club          | 40    | 12    | 6      | 1                   | 1                   | 0                   | 0                          | 0                          | 0                          | 41    | 13    | 6      |
| Tigre Argentina | 1.ª                 | 2023                | 0     | 0     | 0      | 1                   | 0                   | 0                   | —                          | —                          | —                          | 1     | 0     | 0      |
| Tigre Argentina | Total club          | Total club          | 0     | 0     | 0      | 1                   | 0                   | 0                   | 0                          | 0                          | 0                          | 1     | 0     | 0      |
| Total en su carrera | Total en su carrera | Total en su carrera | 73    | 13    | 8      | 2                   | 1                   | 0                   | 3                          | 0                          | 0                          | 78    | 14    | 9      |
| (1) Las copas nacionales se refiere a la Copa Argentina. (2) Las copas internacionales se refiere a la Copa Libertadores. (3) Media de goles por encuentro. No incluye goles en partidos amistosos. |                     |                     |       |       |        |                     |                     |                     |                            |                            |                            |       |       |        |

## Palmarés

### Títulos nacionales
| Título                       | Club        | País      | Año    |
| ---------------------------- | ----------- | --------- | ------ |
| Copa Argentina               | River Plate | Argentina | 2017   |
| Supercopa Argentina          | River Plate | Argentina | 2018   |
| Primera División de Paraguay | Olimpia     | Paraguay  | C-2019 |
| Primera División de Paraguay | Olimpia     | Paraguay  | C-2022 |

Titulos Internacionales
Libertadores 2018
Recopa Sudaméricana 2019